# Li Andersson
Li Sigrid Andersson, född 13 maj 1987 i Åbo i Finland, är en finlandssvensk politiker. Hon var riksdagsledamot 2015–2024 och partiordförande för Vänsterförbundet 2016–2024. Hon var undervisningsminister i regeringen Rinne och regeringen Marin 2019–2023 (med ett uppehåll för föräldraledighet under ett halvår 2020–2021). Sedan 2024 är hon ledamot av Europaparlamentet.

## Biografi
Li Andersson är dotter till konstnären Jan-Erik Andersson och journalisten Siv Skogman. Hon utbildade sig till statsvetare på Åbo Akademi.
Åren 2010–2014 var hon ordförande för Vänsterförbundets ungdomsförbund Vänsterunga. Andersson har bland annat profilerat sig genom en kampanj för basinkomst. I valet 2015 blev hon även invald i den finska riksdagen med flest personröster av alla kandidater i valkretsen Egentliga Finland då hon fick 17 051 röster. Andersson fick även flest personröster i valkretsen de efterföljande valen 2019 och 2023.
I februari 2016 ställde Andersson upp som kandidat till valet för Vänsterförbundets partiledare. Den 6 juni 2016 fick hon en majoritet av rösterna, och den officiella utnämningen av positionen ägde rum den 11 juni 2016 på Vänsterförbundets möte i Uleåborg.
Efter riksdagsvalet 2019 blev hon undervisningsminister först i Rinnes, sedan i Marins regering. I december 2020 tog hon moderskapsledigt från ministerposten då hennes första barn skulle födas. Under ledigheten ersattes hon som minister av en partikamrat, riksdagspolitikern Jussi Saramo. Dottern föddes efter årsskiftet 2021, och Andersson återvände till ministerposten sommaren 2021. Också två andra ministrar i regeringen Marin hade tagit moderskapsledigt. Andersson efterträddes som utbildningsminister av Anna-Maja Henriksson när regeringen Orpo tillträdde 20 juni 2023.
Den 7 juli 2024 meddelade Andersson att hon avgår som partiordförande i förtid i förmån för en kandidatur i Europaparlamentsvalet.
I Anderssons sista val som partiordförande, Europaparlamentsvalet 2024, blev Vänsterförbundet det näst största partiet med 17,3% av rösterna, vilket var en ökning på 10,4 procentenheter och gav tre mandat i parlamentet. Andersson fick själv det största antalet personröster som uppmäts i ett Europaparlamentsval i Finland med 247 604 röster, 14,2% av alla röster, vilket i sig motsvarade två mandat och ensamt hade räckt till att bli landets tredje största parti. Det tidigare rekordet i ett EU-val innehölls av Paavo Väyrynen på 203 000 röster i valet 1996.

### Familj
Li Andersson och hennes make har en dotter, född 2021.

## Utmärkelser
- Kommendörstecknet av Finlands Vita Ros’ orden,  6 december 2022[20]

[Redigera Wikidata]